# Ятрус
 Тази статия е за крепостта.  За селото вижте Ятрос.  
Ятрус или Ятър е топоним, обозначаващ през античността река Янтра и укрепеното селище, възникнало през същия период при устието ѝ в Дунав в близост до днешното село Кривина, Русенска област.

## Произход на името и разкриване
Ятрус е божество от тракийската митология, което владее някои стихии в подчинение.
Името Ятрус се среща в римските пътни карти от III в. Там Ятрус е отбелязан като пътна станция, разположена на главния военен път, свързващ Сингидунум (дн. Белград) с делтата на Дунав. В „Пойтингерова карта“ Ятрус е поставен на 9 римски мили от Нове (до дн. Свищов) и на 16 мили от Тримамиум (до с. Мечка). Пръв Карел Шкорпил отъждествява развалините при днешното село Кривина с римския Ятрус. Локализация е потвърдена от дългогодишните българо-немски археологически проучвания. Благодарение на тях Ятрус се превръща в най-добре проучения късноримски военен лагер в днешна България. Установено е съществуването и на по-ранно селище, предшественик на късноримската крепост. Селището е функционирало заедно с пътната станция през II-III в. и вероятно е играело роля в граничната отбрана на империята. Защитен с масивна каменна стена с издадени навън кули, Ятрус просъществува върху площ около 3 ха до VII век, когато рухва под ударите на прииждащите от север славяни, авари и прабългари. Върху развалините му през VIII – XIII век съществува старобългарско селище. През 1958 г. са открити източна порта, обществени и частни сгради, две старохристиянски базилики и др. Намерени са железни мечове, керамика, златни монети от 10 век, железни оръдия на труда и др.

## Ранноримско селище и пътна станция

### Възникване на крепостта
През 270 – 275 г. под натиска на настъпващите от север и североизток варварски племена, римляните са принудени да напуснат провинция Дакия, разположена северно от р. Дунав. Така долното течение на реката се превръща отново в имперска граница. За ефективната ѝ охрана римските императори организират мащабно строителство на крепости. Особено интензивно то е през първата четвърт на IV в. – по времето на император Константин I (306 – 337 г.). По това време на десния бряг на Янтра, при нейното устие, е изграден военен лагер – кастел, именуван с античното име на реката – Ятрус.

### Местоположение и укрепителни съоръжения
Кастелът Ятрус е разположен върху неголямо възвишение, издигащо се над блатистото устие на р. Янтра. Мястото е естествено защитено със стръмни склонове от север и североизток. Крепостта следва очертанията на хълма, което определя и неправилната ѝ форма. Широчината на крепостната стена в отделните сектори е 3 – 3,50 м, а предполагаемата и височина е била 10 м. От външната страна на стената са разположени 10 силно издадени, масивни U-образни кули. Две от тях отбраняват единствената порта на кастела. Ядро на укрепителната система на Ятрус е една голяма правоъгълна кула, която по своите внушителни размери (30,50 x 15,30 м) е без аналог сред паметниците на римското военно строителство в днешните български земи.

### Преход към цивилно селище
Последните археологически проучвания показват, че в този си вид военният лагер Ятрус просъществува до към 70-те години на IV в. След битката при Хадрианопол (дн. гр. Одрин) през 378 г., в която загива римският император Валенс, започва ускорен процес на разпад на късноримския модел на военна организация, при който съществуващите военни лагери постепенно се трансформират в укрепени цивилни селища. Този процес се вижда добре и в кастела Ятрус. След опустошителен пожар сградите с чисто военно предназначение са изоставени. На тяхно място се оформят по-малки по размер и отстъпващи като техника на градеж постройки, чиито обитатели – вероятно готски федерати, са население, занимаващо се със земеделие. Тези комплекси притежават жилищни, складови и работни помещения, в които се откриват разнообразни инструменти и занаятчийско оборудване. Отделни находки, като въоръжение и вносни амфори показват наличието на централизирани доставки. Ятрус продължава да е звено от общоимперската гранична отбрана, а неговите жители изпълняват и военни задачи по време на вражески нападения. Едва след опустошителните хунски набези от втората четвърт на V в. процесът на неговата трансформация от военен лагер в цивилно селище приключва.

### Разрушаване и окончателно изоставяне
Хунските нашествия през V в. слагат своя отпечатък върху историческото развитие на Римската империя. Обширни области по Дунавския лимес са опустошени и обезлюдени. Едва по времето на император Анастасий (491 – 518 г.) в долнодунавските земи настъпва относително спокойствие. Римските власти пристъпват към възстановяване на старите крепости. Ятрус е рядко застроен, обитаван от население с твърде скромен бит. И това селище става жертва на стихиен пожар – в периода след 518 г., като вероятните нападатели, по думите на античния автор Марцелин Комес, са българи. Последният селищен период на Ятрус се отнася към управлението на Юстиниан I (527 – 565). Селището споделя съдбата на останалите укрепени пунктове по Долнодунавския лимес и загива под ударите на авари и славяни в края на VI в. За последен път Ятрус е упоменат от Теофилакт Симоката във връзка със събития от 600 г., после което изчезва от страниците на историята.

### Църкви
В крепостта са открити останки от три християнски църкви, строени последователно една върху друга. Първата е строена в третата четвърт на IV век и е опожарена през първата четвърт на V век. Втората сграда функционира през втората половина на V век, а третата е по-голяма от първите две и е използвана от началото на VI век до разрушаването на крепостта в началото на VII век.

## Ранносредновековно селище
Няколко десетилетия след окончателното изоставяне на римо-византийския Ятрус върху неговите развалини възниква малко селище, обитавано от земеделци. След преместването на българския държавно-политически център в земите южно от р. Дунав, стратегическото разположение на това селище – при устието на р. Янтра, е оценено и тук е настанен военен гарнизон. През IX – X в. се появяват и големи жилищни постройки, вероятно двуетажни. В една такава сграда е открита колективна находка от 45 златни византийски монети (солиди), което говори за нарасналите икономически възможности на населението в това старобългарско градище.
Краят на поселението настъпва през 70-те години на X в. след стихиен пожар. Подобно на останалите старобългарски укрепления по Дунава, селището при устието на р. Янтра е превзето и опожарено при нахлуването на киевския княз Светослав в българските земи и последвалата го византийска инвазия. Единични находки показват, че през XI в. върху руините на старобългарското селище възниква печенежко поселение.